# Remington V3
Remington V3 самозарядний дробовик з відведенням порохових газів іпредставлений компанією Remington Arms в 2015 році. Дробовик заряджається набоями 12 калібру з гільзами довжиною 2+3⁄4 дюйма (7,0 см) або 3 дюйми (7,6 см). Журнал Sports Afield зробив дробовик вибором редакції в 2015 році.

## Конструкція
В V3 використано патентовану систему заряджання Remington з відведенням порохових газів, яку розробили для дробовика Versa Max. Камора яка утримує набій при стрільбі, має кілька отворів, які регулюють потік газів; коротша гільза відкриває більше отворів ніж довга гільза. Хоча конструкції схожі, V3 та Versa Max не мають однакових внутрішніх деталей. В порівнянні з Versa Max, V3 легший та дешевший.

## Пропозиції
Remington пропонує різні моделі V3, деякі продають під маркою Field Sport, а інші — Pro. Станом на червень 2020 року на сайті Remington перераховано вісім версій:
- Pro: Waterfowl, Turkey
- Field Sport: Walnut, Black Synthetic, Realtree Timber, Mossy Oak Break-Up Country, Mossy Oak Blades, Mossy Oak NWTF Obsession

Додатково пропонуються дві тактичні версії: Tactical та Competition Tactical.